# Whereis
A whereis parancs a Unix operációs rendszerben meghatározza a parancshoz tartozó bináris, forrás és man-lap fájlok helyét. A kért nevekről először leválasztja az elérési út összetevőit és minden  . ext formájú vonzott kiterjesztést, mint például .c  . Az s. előtagok, amelyek a forráskód ellenőrző programok használatából adódnak, ugyancsak le vannak kezelve. A whereis ezután megkísérli meghatározni a kívánt program helyét a Linux standard helyein.

## Használata
A parancs általános alakja:
whereis [ -bmsu ] [ -BMS  könyvtár ... -f ] fájlnév ...

## Opciók
- -b

Csak futtatható állományokat keres.
- -m

Csak man-szakaszokat keres
- -s

Csak forrásokat keres.
- -u

Szokatlan bejegyzések keresése. Egy file akkor lesz szokatlan, ha nincs bejegyezve egyik keresett típusba sem. Tehát ,RB ` "whereis -m -u *" ' Az aktuális könyvtárban keresi azokat a fájlokat, melyeknek nincs dokumentációjuk.
- -B

Megváltoztatja, illetve szűkíti a helyeket, ahol a whereis keresi a futtatható állományokat.
- -M

Megváltoztatja, illetve szűkíti a helyeket, ahol a whereis keresi a man-lapokat
- -S

Megváltoztatja, illetve szűkíti a helyeket, ahol a whereis keresi a forrásokat.
- -f

Jelzi az új könyvtár listájának kezdetét, kötelező használni, a -B , -M , vagy a -S kapcsolók esetén.

## Példa
Minden fájlt megkeres a /usr/bin -ben, amelyek nincsenek dokumentálva a /usr/man/man1 -ben és található hozzájuk forrás a /usr/src  -ben:
példa% cd /usr/bin
példa% whereis -u -M /usr/man/man1 -S /usr/src -f *